# Strontiumsulfide
Strontiumsulfide is het corrosief strontiumzout van waterstofsulfide, met als brutoformule SrS. De stof komt voor als een grijs kristallijn poeder, dat matig tot slecht oplosbaar is in water.

## Synthese
Strontiumsulfide kan bereid worden uit reactie van strontiumpoeder met zwavel of waterstofsulfide:
{\displaystyle \mathrm {8\ Sr\ +\ S_{8}\ \longrightarrow \ 8\ SrS} }
{\displaystyle \mathrm {Sr\ +\ H_{2}S\ \longrightarrow \ SrS\ +\ H_{2}} }

## Kristalstructuur en eigenschappen
Strontiumsulfide kristalliseert uit in een kubisch kristalstelsel en is structureel vergelijkbaar met natriumchloride. Het behoort tot ruimtegroep Fm3m. Het heeft ongeveer dezelfde eigenschappen als vergelijkbare ionaire sulfiden, zoals calciumsulfide, magnesiumsulfide en bariumsulfide.
Bij contact met zuren wordt waterstofsulfide gevormd.

## Toepassingen
Strontiumsulfide wordt gebruikt als additief in vuurwerk, omdat het een felrode vlam produceert als het verbrand wordt. Het wordt ook toegevoegd aan epileermiddelen.